# Jere (Nigeria)
Jere est une zone de gouvernement local de l'État de Borno au Nigeria,.

## Source
- (en) Cet article est partiellement ou en totalité issu de l’article de Wikipédia en anglais intitulé « Jere, Nigeria » (voir la liste des auteurs).